# Closer (film)
Closer är en amerikansk långfilm från 2004 i regi av Mike Nichols, med Julia Roberts, Jude Law, Natalie Portman och Clive Owen i rollerna.

## Handling
Dan och Alice träffas när Alice (som är ny i staden) blir påkörd av en taxi. Dan, som fattat tycke för Alice, tar med henne till sjukhuset. Det är början på en väldigt invecklad kärlekshistoria.

## Om filmen
Filmen är en kärleksfilm som handlar om annorlunda och omöjlig kärlek. Den bygger på en pjäs av Patrick Marber som i sin tur är baserad på händelser i Alice Ayres liv. 

## Rollista
| Julia Roberts   | – Anna  |
| Jude Law        | – Dan   |
| Natalie Portman | – Alice |
| Clive Owen      | – Larry |

## Utmärkelser
- Oscar
  - Nominerad: Bästa manliga biroll: Clive Owen
  - Nominerad: Bästa kvinnliga biroll: Natalie Portman
- BAFTA
  - Vann: Bästa manliga biroll: Clive Owen
  - Nominerad: Bästa kvinnliga biroll: Natalie Portman
  - Nominerad: Bästa manus efter förlaga: Patrick Marber